# 402008 Laborfalviroza
402008 Laborfalviroza este o planetă minoră (asteroid) din centura de asteroizi. A fost descoperită pe 26 august 2003 la Piszkéstetői Obszervatórium⁠(d) de Krisztián Sárneczky⁠(d). 
Obiectul prezintă o orbită caracterizată de o semiaxă mare de 2,3861498705837 UAi, o excentricitate de 0,18389153638006, o înclinație de 3,9416490197426 ° în raport cu ecliptica.